# NGC 477
NGC 477 é uma galáxia espiral barrada (SBc) localizada na direcção da constelação de Andromeda. Possui uma declinação de +40° 29' 19" e uma ascensão recta de 1 horas, 21 minutos e 20,3 segundos.
A galáxia NGC 477 foi descoberta em 18 de Outubro de 1786 por William Herschel.